# Arotis
Arotis là một chi bướm ngày thuộc họ Bướm nâu.